# Ciro Guerra
Ciro Guerra (Río de Oro, 6 de fevereiro de 1981) é um cineasta colombiano. Foi indicado ao Oscar de melhor filme estrangeiro na edição de 2016 pela realização da obra El abrazo de la serpiente.

## Filmografia
- Silence (1998)
- Documental siniestro: Jairo Pinilla, cineasta (1999)
- Alma (2000)
- Intento (2001)
- La sombra del caminante (2005)
- Los viajes del viento (2009)
- O abraço da serpente (2015)
- Pássaros de verão (2018)
- À espera dos bárbaros (2019)